# Pierre Jansen

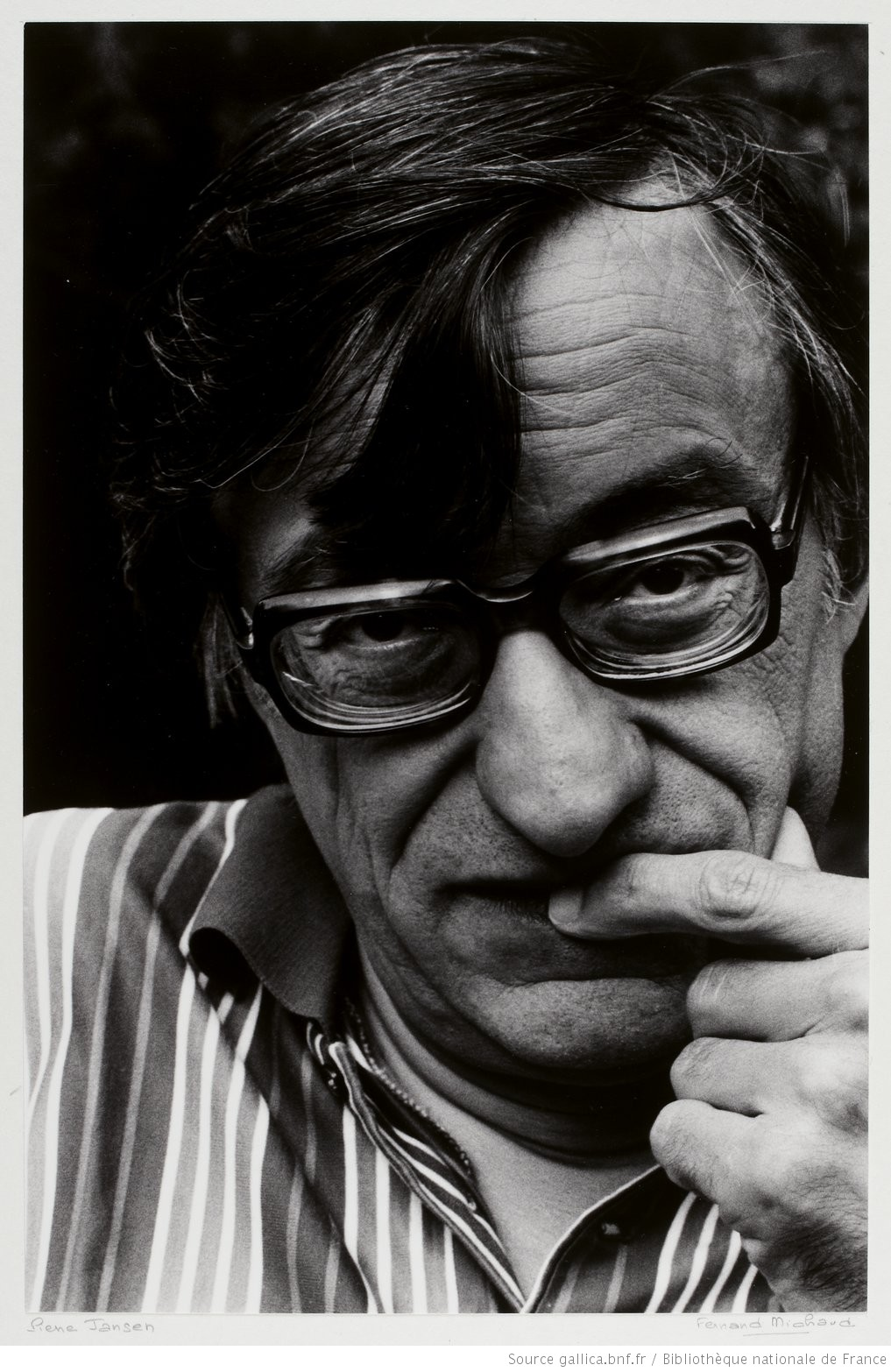
Pierre Jansen

Pierre Jansen (Roubaix, 28 februari 1930 – Saint-Pierre-Saint-Jean, 12 augustus 2015) was een Frans componist die het meest bekendheid verwierf met zijn filmmuziekscores voor Claude Chabrol.

## Leven en werk

### Opleiding
Hij zette zijn eerste muzikale stappen (piano en harmonie) in het conservatorium van zijn geboortestad bij Alfred Desenclos. Hij interesseerde zich ook fel voor literatuur, poëzie en schilderkunst maar het horen op de radio van de Sacre du Printemps van Igor Stravinski deed hem zijn roeping als componist volgen. Daarna voltooide hij hogere studies aan het Koninklijk Conservatorium Brussel waar hij de prijs voor piano en harmonie behaalde. Vervolgens studeerde hij harmonie, contrapunt, fuga en orchestratie bij de Belgische componist André Souris. Souris bracht hem ook de basistechnieken van de filmmuziek bij.

### De jaren vijftig: de avant-garde
Zoals veel componisten van die tijd liep hij warm voor de avant-garde. Zo woonde hij in de zomer van 1952 regelmatig de lessen bij van Olivier Messiaen tijdens de Darmstädter Ferienkurse in Darmstadt. Hij kwam daar in contact met de muziek van tijdgenoten zoals Pierre Boulez, György Ligeti, Luciano Berio en Henri Pousseur. In Darmstadt componeerde hij in 1958 een 'Suite concertante pour piano et dix-huit instruments' die in Parijs werd hernomen ter gelegenheid van een concert ingericht door de in 1954 door Boulez gestichte instelling voor experimentele muziekgezelschap Domaine musical. Zijn carrière van componist in het avant-gardemilieu was echter van korte duur.

### De jaren zestig, zeventig en tachtig: filmmuziek
In 1960 nam hij afstand van het serialisme en begon hij zich toe te leggen op filmmuziek. Gedurende twintig jaar (1960-1980) was hij de huiscomponist van het  Nouvelle Vague boegbeeld Claude Chabrol van wie hij een dertigtal films van muziek voorzag. Sporadisch werkte hij ook voor andere filmregisseurs zoals Francis Girod, Serge Moati, Claude Goretta en Pierre Schœndœrffer.
Samen met Antoine Duhamel componeerde hij in 1985 een partituur voor groot orkest voor de beroemde stomme film Intolerance van David Wark Griffith. Het werk werd uitgevoerd door het Orchestre National d’Ile de France en onder andere geprojecteerd op het  Festival van Avignon.

### Latere carrière
Vanaf het begin van de jaren negentig hield hij de filmmuziek geleidelijk aan voor bekeken en wijdde zich meer en meer aan zijn oeuvre.
Hij doceerde ook orchestratie aan de École Normale de Musique de Paris en aan het Conservatoire national supérieur de musique et de danse de Paris.
Jansen overleed op 85-jarige leeftijd.

### Filmmuziek
(alle films zijn geregisseerd door Claude Chabrol tenzij anders vermeld)
- 1960: Les Bonnes Femmes
- 1961: La Ligne droite (Jacques Gaillard)
- 1961: Les Godelureaux
- 1962: Les Sept Péchés capitaux (sketchenfilm, episode L'Avarice)
- 1962: L'Œil du Malin
- 1963: Ophélia
- 1963: Landru
- 1963: La 317e Section (Pierre Schœndœrffer)
- 1964: Les Plus Belles Escroqueries du monde (sketchenfilm, episode L'Homme qui vendit la tour Eiffel)
- 1964: Le Tigre aime la chair fraîche
- 1965: Marie-Chantal contre docteur Kha
- 1965: Le Tigre se parfume à la dynamite
- 1966: Objectif 500 millions (Pierre Schœndœrffer)
- 1966: La Ligne de démarcation
- 1967: Le Scandale
- 1967: La Route de Corinthe
- 1968: Les Biches
- 1968: Flammes sur l'Adriatique (Alexandre Astruc)
- 1969: La Femme infidèle
- 1969: Que la bête meure
- 1970: Le Boucher
- 1970: La Rupture
- 1971: Juste avant la nuit
- 1971: Le Sauveur (Michel Mardore)
- 1971: La Décade prodigieuse
- 1972: Docteur Popaul
- 1973: Les Noces rouges
- 1974: Nada
- 1974: Le Pain noir (Serge Moati) (televisiefeuilleton)
- 1975: Une partie de plaisir
- 1975: Les Innocents aux mains sales
- 1976: Nuit d'or (Serge Moati)
- 1977: Alice ou la Dernière Fugue
- 1977: La Dentellière (Claude Goretta)
- 1978: Les Liens de sang
- 1978: Violette Nozière
- 1978: L'État sauvage (Francis Girod)
- 1978: Ciné-roman (Serge Moati) (televisiefilm)
- 1980: L'Œil du maître (Stéphane Kurc)
- 1980: Le Cheval d'orgueil
- 1982: Le Grand Frère (Francis Girod)
- 1985: Monsieur de Pourceaugnac (Michel Mitrani)
- 1988: La Croisade des enfants (Serge Moati) (tweedelige televisiefilm)
- 1989: La Folle Journée (of Le Mariage de Figaro) (Roger Coggio)
- 1991: Boulevard des hirondelles (Josée Yanne)
- 1995: L'enfant en héritage (Josée Dayan) (televisiefilm)

## Andere composities
Jansen schreef daarnaast werken voor orkest, voor piano, voor kamermuziek en vocaal werk.
- Bibsys: 5010478
- Biblioteca Nacional de España: XX1541670
- Bibliothèque nationale de France: cb13895582k (data)
- CiNii: DA13882387
- Gemeinsame Normdatei: 140340017
- International Standard Name Identifier: 0000 0001 2148 783X
- Library of Congress Control Number: no96004255
- MusicBrainz: 89c75989-fe3d-464f-99e0-5c472b0c0dc7
- Nationale Bibliotheek van Tsjechië: xx0155976
- Nationale Bibliotheek van Israël: 987007425111105171
- Nationale Bibliotheek van Polen: a0000003587310
- Système universitaire de documentation: 058592830
- Virtual International Authority File: 117951063
- WorldCat: E39PCjGMRy6qVqXdcPGvw3FvgX